# دیتون فیکس
دیتون فیکس (به انگلیسی: Daton Fix؛ زادهٔ ۱۱ مارس ۱۹۹۸) یک کشتی‌گیر آزادکار اهل کشور ایالات متحده آمریکا است.
از افتخارات وی می‌توان به کسب مدال نقره قهرمانی کشتی جهان ۲۰۲۱ اشاره کرد.

## فعالیت حرفه‌ای

### قهرمانی کشتی جهان ۲۰۲۱
فیکس در وزن ۶۱ کیلوگرم کشتی آزاد قهرمانی کشتی جهان ۲۰۲۱ اسلو شرکت کرد، او در این مسابقات گئورگی وانگلوف از بلغارستان، آرمان الویان از فرانسه، راویندر داهیا از هند و آرسن هاروتیونیان از ارمنستان را شکست داد و به فینال رسید. وی در دیدار نهایی به عباس‌گادژی ماگومدف از روسیه باخت و به مدال نقره رسید.